# Sønder Kirkeby Sogn
Sønder Kirkeby Sogn 
ist eine Kirchspielsgemeinde (dän.: Sogn)
auf der Insel Falster im südlichen Dänemark.
Bis 1970 gehörte sie zur Harde Falsters Sønder Herred im damaligen Maribo Amt, danach zur Stubbekøbing Kommune im Storstrøms Amt, die im Zuge der  Kommunalreform zum 1. Januar 2007 in der Guldborgsund Kommune in der Region Sjælland aufgegangen ist.
Im Kirchspiel leben 241 Einwohner (Stand: 1. Januar 2023).
Im Kirchspiel liegt die Kirche „Sønder Kirkeby Kirke“.
Nachbargemeinden sind im Norden Nørre Ørslev Sogn und Horreby Sogn, im Osten Karleby Sogn und Sønder Alslev Sogn und im Süden Idestrup Sogn.